# Calycophysum spectabile
Calycophysum spectabile là một loài thực vật có hoa trong họ Cucurbitaceae. Loài này được (Cogn.) C.Jeffrey & Trujillo mô tả khoa học đầu tiên năm 1971.